# Alina Makarenko
Alina Andreevna Makarenko (in russo Алина Андреевна Макаренко?; Ėlista, 14 gennaio 1995) è una ginnasta russa.

## Biografia
Ha partecipato ai Giochi della XXX Olimpiade di Londra 2012, conquistando la medaglia d'oro con le proprie compagne della nazionale russa nel concorso a squadre.
Ha partecipato altresì alla prima edizione dei Giochi olimpici giovanili di Singapore 2010 e, sempre nelle prove a squadre, ha conquistato tre medaglie d'oro.
Ai campionati mondiali ha conquistato una medaglia d'oro ed una d'argento, sempre nelle gare a squadre, a Montpellier 2011.
Ai campionati europei ha conquistato due medaglie d'oro, sempre nelle gare a squadre, a Nižnij Novgorod 2012.

## Palmarès

### Olimpiadi
- 1 medaglia:
  - 1 oro (concorso a squadre a Londra 2012).

### Mondiali
- 2 medaglie:
  - 1 oro (5 attrezzi a squadre a Montpellier 2011).
  - 1 argento (concorso a squadre a Montpellier 2011).

### Europei
- 2 medaglie:
  - 2 ori (concorso a squadre, 5 attrezzi a squadre Nižnij Novgorod 2012).

### Olimpiadi giovanili
- 3 medaglie:
  - 3 ori (concorso a squadre, 5 attrezzi a squadre, 3+2 attrezzi a squadre a Singapore 2010).